# アンデス横断鉄道E-100形電気機関車

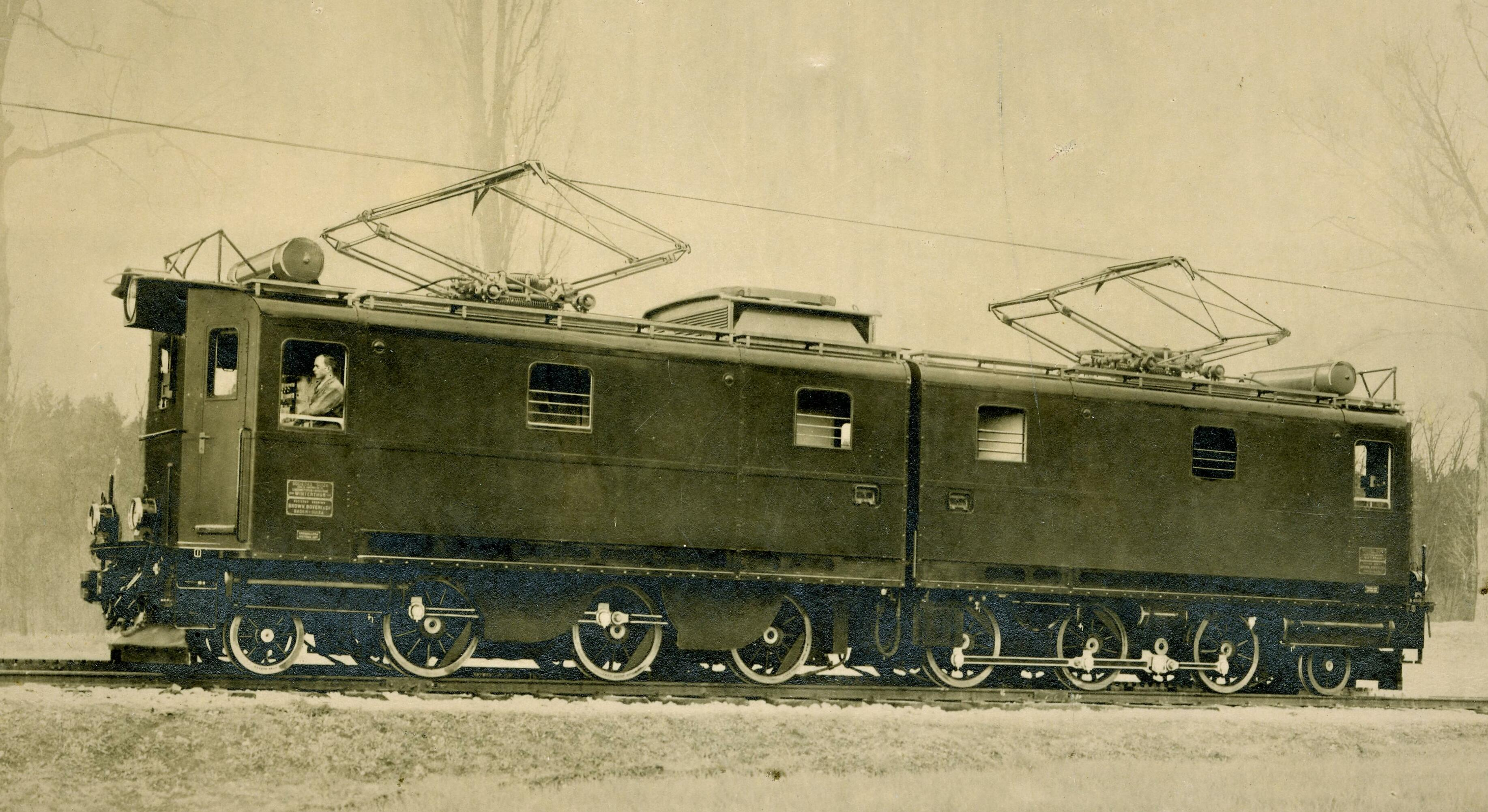
製造当初のE-100形、1925年頃

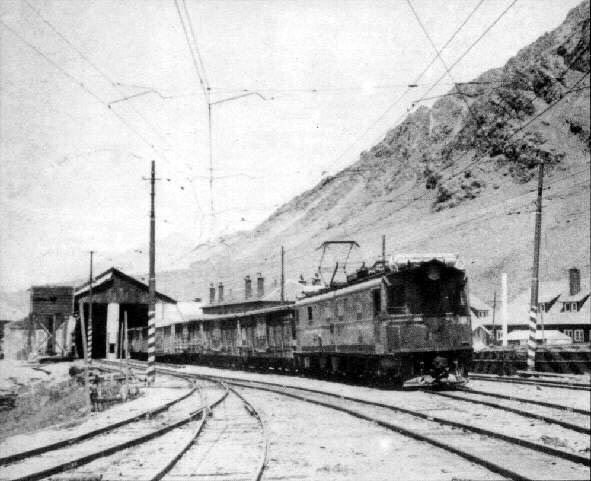
貨物列車を牽引するE-100形、ラスクエバス駅、1973年

E-100形のSLM完成写真

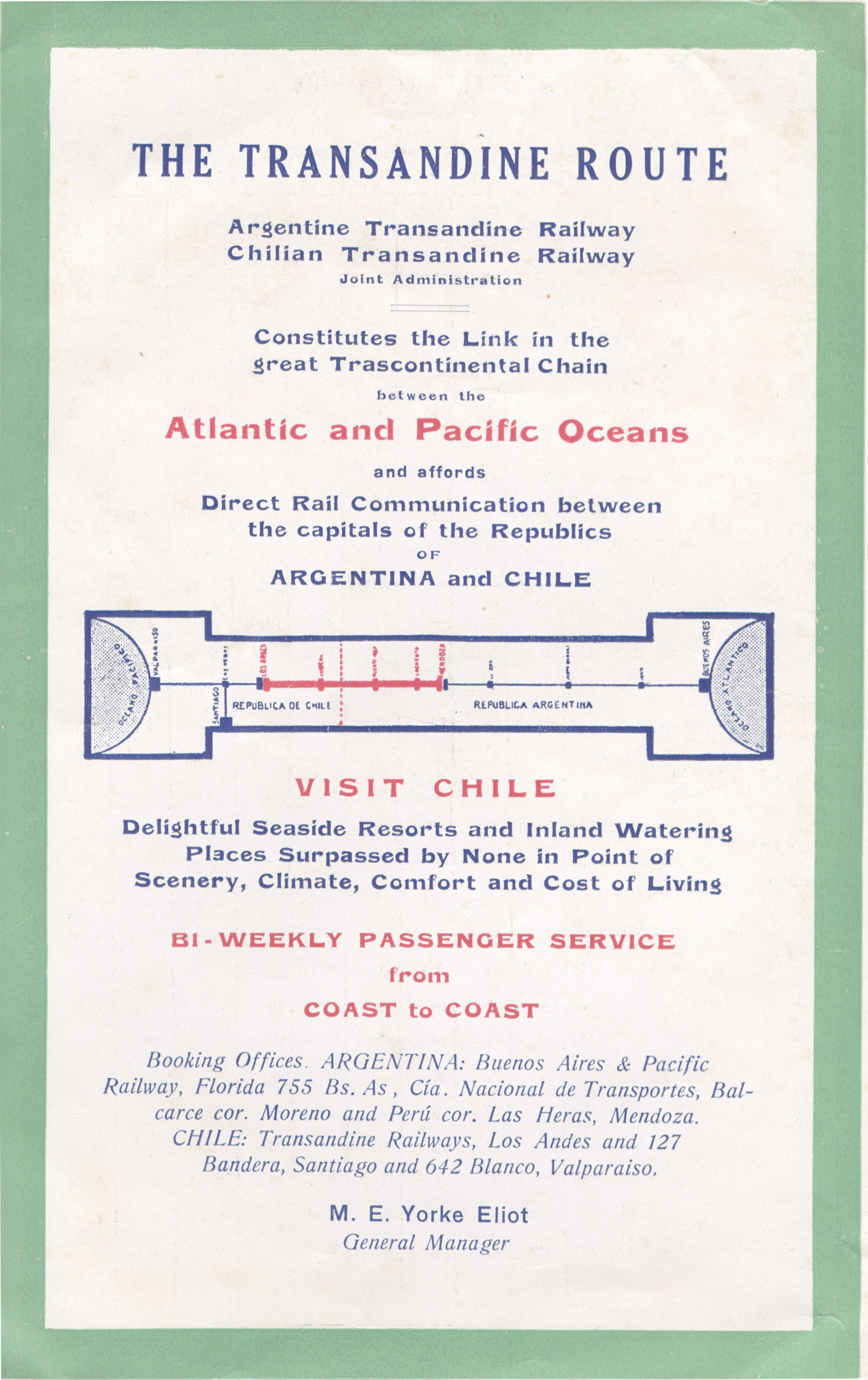
1932年時点のアンデス横断鉄道路線図

アンデス横断鉄道E-100形電気機関車（アンデスおうだんてつどうE-100がたでんきかんしゃ）は、アンデス山脈を横断してチリとアルゼンチンを結んでいたアンデス横断鉄道（es:Ferrocarril Trasandino Los Andes-Mendoza）で使用されていた山岳鉄道用ラック式電気機関車である。

## 概要
南アメリカ大陸のアンデス山脈をウスパジャタ峠（別名クンブレ峠、ウスパヤータ峠、クリストレデントール峠）で越えて横断してチリのロスアンデスとアルゼンチンのメンドーサを結ぶアンデス横断鉄道は全長248 km・標高差約2450 m・1000 mm軌間の山岳鉄道で、その前後の区間を1676 mm軌間のチリ国鉄およびアルゼンチングレートウエスタン鉄道とブエノスアイレス太平洋鉄道で連絡して太平洋岸のバルパライソから大西洋岸ブエノスアイレスまで1409kmを接続していた。このアンデス横断鉄道は1891-1910年の開業以降蒸気機関車が牽引する列車で運行されており、チリ側のチリ・アンデス横断鉄道側ではボルジッヒ製やハンスレット・エンジン製のラック式蒸気機関車が使用されていたが、リオビアンコから国境を越えるクンブレトンネルを越えたアルゼンチン側最初の駅であるラスクエバスまでのラック区間を含む区間を直流3000 Vで電化することとなり、使用される新しい機関車として1925年3月にSLMとBBCに発注されて1927年より運行を開始されたラック式電気機関車が本項で記述するE-100形E-101-103号機である。SLMとBBCは、1914年には直流1500 Vで電化されたベルナーオーバーラント鉄道向けに両社初の本線用ラック式電気機関車として車軸配置CzのHGe3/3形9機を1913-14、26年に製造、日本の碓氷峠向けの本線用ラック式電気機関車として1926-27年に運行を開始した10040（ED41）形2機を製造していたが、本形式はこれらと構造または外観に類似点があるものとなっており、車軸配置1'Cz+Cz1'の2両固定編成の各車体にそれぞれ主電動機3基と、動軸3軸および走行用のピニオン1軸を装備している。本機はラック区間では80パーミルで150 t、60パーミルで200 tを牽引する強力機で、製造はSLMが車体、機械部分、走行装置を、BBCが電機部分、主電動機を担当しており、各機体の機番およびSLM製番、製造年、製造会社は以下の通り。
- 101 - 3069 - 1927年 - SLM/BBC
- 102 - 3070 - 1927年 - SLM/BBC
- 103 - 3071 - 1927年 - SLM/BBC

## 仕様

### 車体
- 車体は片運転台式車体を2両固定連結とした構成で、機械室部分の側面壁を全面取外式としたこの時代のスイス製電気機関車の標準構造であるが、スイス電機標準の前面の車体端を絞ったスタイルではなく、3面折妻で小形のデッキを設置したスタイルとなっているのが特徴であり、車端部屋根上に搭載した空気タンクとあわせて、同時期に同じSLMおよびBBCで製造された碓氷峠用ラック式電気機関車の国鉄ED41形と類似のデザインとなっている。また、同様にこの時代のスイス製電気機関車では運転室部分の車体幅が機械室部分より1段狭くなるのが標準であるが、本形式では機械室と同一幅となっているのも特徴である。
- 車体正面は左側に貫通扉を設けた3枚窓、正面中央の窓下とデッキ上左右の3箇所に丸型の前照灯が設置され、下部には小形のデッキが、上部には正面屋根が延長された庇とその上部につらら切りが設置されている。連結器は車体取付の自動連結器で、その下部にスノープラウを兼ねた排障器が設置されている。また、車体連結部はほぼ車体全幅・全高に及ぶ大きさの貫通路と貫通幌が設置され、連結面側の連結器は半永久連結器となっている。
- 車体側面の運転室部には下落し式の乗務員室窓が付き、機械室部には前後2箇所の明取窓と砂箱蓋が設置され、下部全長にわたって冷却気導入口が設置された側面壁は全面取外式となっている。また、屋根上の中央にはED41形のものと同型の大形のパンタグラフが各車体1基ずつと前端部には空気タンクが設置され、前位側車体のみパンタグラフ後位側に主抵抗器カバー兼冷却気排気口が設置されている。
- 車体内部は車体端側から運転室、主電動機および主制御器室、補機室（後位側車体）もしくは主抵抗器（前位側車体）スペースの配置となっており、主電動機は車体内床上に各車体3基ずつ設置されて主制御器はその上部に配置されているほか、主抵抗器は床上に設置された冷却ファンによる強制通風式で、冷却気はファン上部車体内に設置された主抵抗器を冷却して屋根上に排気される。
- 運転台は運転士が立って運転する形態の右側運転台で、マスターコントローラーはスイスやドイツの鉄道車両で一般的な円形ハンドルのものであり、その他ブレーキ弁、計器類が配置されている。
- 塗装は当初は車体は濃色の単色塗装で、車体側面下部に機番の切抜文字が設置されるものであったが、その後側面の機番表記がプレート式ナンバーに変更され正面中央の窓下にも小型のナンバープレートが設置されている。さらにその後各機体毎に同一デザインで配色の異なる塗装変更され、E-101号機が水色をベースに白帯、E-102号機が赤茶色をベースにオレンジ色の帯、E-103号機が赤をベースに白帯となり、帯の正面はいわゆる金太郎塗りの形状、屋根上と屋根上機器がライトグレー、床下が黒となっている。

### 走行機器
- 制御方式は抵抗制御で粘着動輪用2台とピニオン用の4台の直流直巻整流子電動機主電動機を制御するもので、粘着区間では粘着動輪用主電動機のみを駆動、ラック区間では粘着動輪用とピニオン用の双方の主電動機を駆動する方式となっている。なお、6基の主電動機は走行区間によって以下のように接続される。
  - 力行
    - 粘着区間：粘着動輪用主電動機を4基直列、もしくは2基直列 × 2群並列に接続
    - ラック区間：粘着動輪用とピニオン用主電動機計6基直列、もしくは粘着動輪用主電動機4基直列とピニオン用主電動機2基直列の2群を並列
    - ラック区間出入口：粘着動輪用主電動機4基直列とピニオン用主電動機2基と制限抵抗の直列の2群を並列とし、これと6基分の主電動機を直列に接続

  - 発電ブレーキ
    - 粘着動輪用主電動機：電機子を2基直列×2群とし、界磁を4基分直列として外部電源で励磁
    - ピニオン用主電動機：電機子を2基を2群に分け、界磁を2基分直列として外部電源で励磁
- 車軸配置は1'Cz+Cz1'で、内側台枠式の板台枠の主台枠に第1から第3の動輪3軸が機関車端から軸距1950 + 1750 mmで配置され、第2、第3動輪のほぼ中間の位置にラックレール区間での駆動用ピニオン軸が配置されて、先輪は1軸先台車に配置されている。ピニオン軸受けは台枠に設置されており、機関車の上下動による噛合せの規定値内に収めるために先輪と第1動輪の軸バネのバネ定数を大きくし、第2、3動輪のものはバネ定数を小さくしてピニオン部の台枠の上下変位を抑えているほか、動輪の摩耗に合わせてピニオン軸受の位置を調整してピニオンとラックの噛合せを調整可能な構造となっている。
- 主電動機は台枠上に約1 m程度の八角形の大形のものが3基設置されており、機関車端側の2基が粘着動輪用、連結面側の1基が駆動ピニオン用となっている。駆動力はいずれも歯車によって2段減速され、動軸へは第1、第2動輪の中間の位置に設置されたジャック軸のクランクからロッドで各動輪へ伝達され、駆動ピニオンへは歯車のみによって伝達される。なお、動輪は直径1000 mmのスポーク式、ピニオンは有効径840 mmのアプト式ラックレール用の22枚歯3組のものとなっている。
- ブレーキ装置としては主制御装置による発電ブレーキと、ウェスティングハウス式の空気ブレーキおよび手ブレーキを装備しており、それぞれが粘着動輪の踏面ブレーキとピニオン駆動装置の減速軸に併設したブレーキドラムに作用するほか、下り勾配での安全性確保のため、一部補機類は動輪からシャフトを経由して直接駆動される構造となっているほか、規定の速度を超過するとブレーキが動作するようになっている。

### 主要諸元
- 軌間：1000 mm
- 電気方式：DC3000 V架空線式
- 軸配置：1'Cz+Cz1'
- 最大寸法：全長8060 + 8060 = 16120 mm、屋根高3505 mm、全高3970 mm（パンタグラフ折畳時）、全軸距13050 mm
- 自重：85.6 t
- 粘着重量：72.3 t
- 動輪径：1000 mm
- ピニオン径：840 mm
- 走行装置
  - 主制御装置：抵抗制御
  - 主電動機：直流直巻整流子電動機 × 6台（1時間定格出力235 kW × 6台）
  - 減速比：4.67（粘着動輪）、8.13（ピニオン）
- 牽引トン数：150 t（80パーミル）、200 t（60パーミル）
- 最高速度：40 km/h（粘着区間）、15 km/h（ラック区間）
- ブレーキ装置：発電ブレーキ、空気ブレーキ、手ブレーキ

## 運行

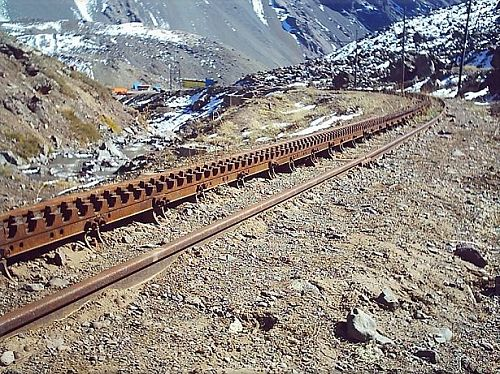
アンデス横断鉄道の沿線風景、ラック方式はラックレール3条のアプト式

ロスアンデスに留置中のE-101号機、1990年

同じくロスアンデスに留置中のE-103号機（左端）、1990年

- アンデス横断鉄道は、標高814 mのチリのロスアンデスから古い街道と新しい国際道路に沿って途中標高1452 mのリオビアンコを経由して標高3176 mロスカラコレスまで登り、ウスパジャタ峠およびアルゼンチンとの国境を全長3.2 kmのクンブレトンネルで越え、標高3149 mのラスクエバスから標高767 mのメンドーサまで下る、チリ側の全長73 km・アルゼンチン側の全長159 km・標高差約2450 m・1000 mm軌間のアンデス山脈越えの山岳鉄道である。途中のクンブレトンネルの前後がラック区間となっており、チリ側は24 kmの間に最長16 km、平均77パーミルのラック区間7箇所、アルゼンチン側は40 kmの間に最大59パーミル、長さ1.2 - 4.8 kmのラック区間9箇所が設けられている。なお、アンデス横断鉄道と両端の区間を合わせた太平洋岸バルパライソから大西洋岸ブエノスアイレスまでの1409 kmの旅客列車の所要時間は、線路幅やラックレール区間対応車両等の問題により直通はできずロスアンデスとメンドーサでの乗り換えを含んだために約36時間であった。
- E-100形3機は1927年以降、チリ側のリオビアンコから国境を越えるクンブレトンネルを越えたアルゼンチン側最初の駅であるラスクエバスまでの間40kmで貨物・旅客列車の牽引に使用されていたが、牽引力が限られている中でなるべく多くの貨物を運搬するため、貨車は重量を抑えた構造となっていた。また、アンデス横断鉄道は建設および維持コストの関係で一般の鉄道よりも運賃が高く、経営面では十分に成功しなかったほか、標高の高い区間は最大積雪5 mに達する豪雪地帯でかつ森林限界を越えていたため雪崩が多発しており、冬季には運休する期間もあった。
- アンデス横断鉄道の非電化区間では引続き蒸気機関車が列車を牽引していたほか、1940年にはスキー客輸送用として1926年イエローコーチ[9]製のレールバスであるT-1024号車が導入されて運行されていた。
- 1955年にはスイスのSWS[10]が製造したADI-1014形気動車3両が導入されて旅客列車として運行されるようになり、1960年代にはE-100形は旅客列車の牽引には使用されなくなっている。なお、気動車による国際旅客列車も1979年9月21日に運行を休止しており、職員輸送用として残されていたADI-1015号機がロスアンデスで動態保存されている。
- 1956年には電化区間がチリ側起点のロスアンデスまで34 km延長され、1961年には本機と同じくBBCとSLMで製造されたE-200形2機が増備されて本機とともに運行された。なお、E-200形は車軸配置Bo'zzBo'zzの60t機であり、牽引トン数は2車両連結のE-100形とほぼ同等で、最高速度は粘着区間60 km/h、ラック区間30 km/hに引き上げられていた。
- 1984年6月に発生した大規模な斜面崩壊によりチリ側、アルゼンチン側とも大きく被害を被ってアンデス横断鉄道は運行を休止し、後にアルゼンチン側は復旧されたものの、チリ側はロスアンデス - リオビアンコ間のみの運行となった。この区間用としてE-202号機とともにE-101号機が残されてリオビアンコ付近にある銅鉱山からの鉱石列車牽引用に使用されていたが、この列車も1995年にはディーゼル機関車牽引に変更されており、現在はロスアンデスの車庫に保存されている。